# Perilampus igniceps
Perilampus igniceps är en stekelart som beskrevs av Cameron 1909. Perilampus igniceps ingår i släktet Perilampus och familjen gropglanssteklar. Inga underarter finns listade i Catalogue of Life.